# ジェノ
ジェノ（韓：제노、2000年4月23日 -  ）は、大韓民国仁川広域市出身の歌手。男性アイドルグループNCTのメンバー。SMエンタテインメント所属。本名はイ・ジェノ（韓：이제노、漢：李帝努、英：Lee Je-no）。2016年8月、青少年ユニットNCT DREAMでデビュー。2023年2月、日本デビュー。ニックネームはサモエド。

## 来歴

### 生い立ち・子役として
2000年4月23日、仁川広域市で生まれる。5歳のとき、母親と地下鉄に乗っている際にスカウトされた。
2005年、ソウル牛乳の子供向け乳製品「アンパン」のコマーシャルに出演。
2006年、韓国映画『愛なんていらない』に子役として出演。
2008年3月、京東ナビエンのボイラー「ナビエンニューコンデンシングon水」のコマーシャルに出演。学習教材、食品のコマーシャルにも出演していた。NCT DREAMでデビューするまでに16回ほどの広告出演がある。

### SMエンタ入社・SMルーキーズとして
2013年、SMエンタテインメントのオーディションに参加。オーディションで披露したのはSHINeeの「Beautiful」である。2013年6月3日、中学一年生のとき練習生としてSMエンタテインメントに入社した。
12月3日、SMエンタテインメントからSMルーキーズとして公開された。SMルーキーズとして最初に公開された3人のメンバーのうちの一人であった。
2014年11月、SMエンタテインメント公式YouTubeチャンネルより、マーク、ヘチャン、ジェミン、チソンらと共にハロウィンの仮装をした動画「SMROOKIES_[RookieStation Special] Happy Halloween!」が公開された。
2015年5月、SMエンタテインメント公式YouTubeチャンネルより公開された動画「ROOKIENEWS」にドヨン、ジェヒョンらと共に出演した。
7月23日より、ケーブルテレビディズニー・チャンネルで放送された韓国制作『ミッキーマウス・クラブ』に出演。
8月、SMルーキーズとしてファッションマガジン『Ceci』8月号に掲載された。
8月より、SMルーキーズの定期公演「SMROOKIES SHOW」に出演した。
2016年、SMルーキーズらと共に『NCT LIFE バンコク編』に出演した。

### NCTとして（2016年 - ）
2016年8月20日、NCT DREAMのメンバーとして公開された。8月25日、所属するNCT DREAMがMnet『M COUNTDOWN』を通じて正式デビュー。デビュー曲「Chewing Gum」を披露した。
2018年5月22日より、SBS MTVの音楽番組『THE SHOW』の新MCに就任した。
2018年12月13日、SM STATIONシーズン3としてアニメ『トロール』のOST「Hair in the Air」に出演。

#### 2020年

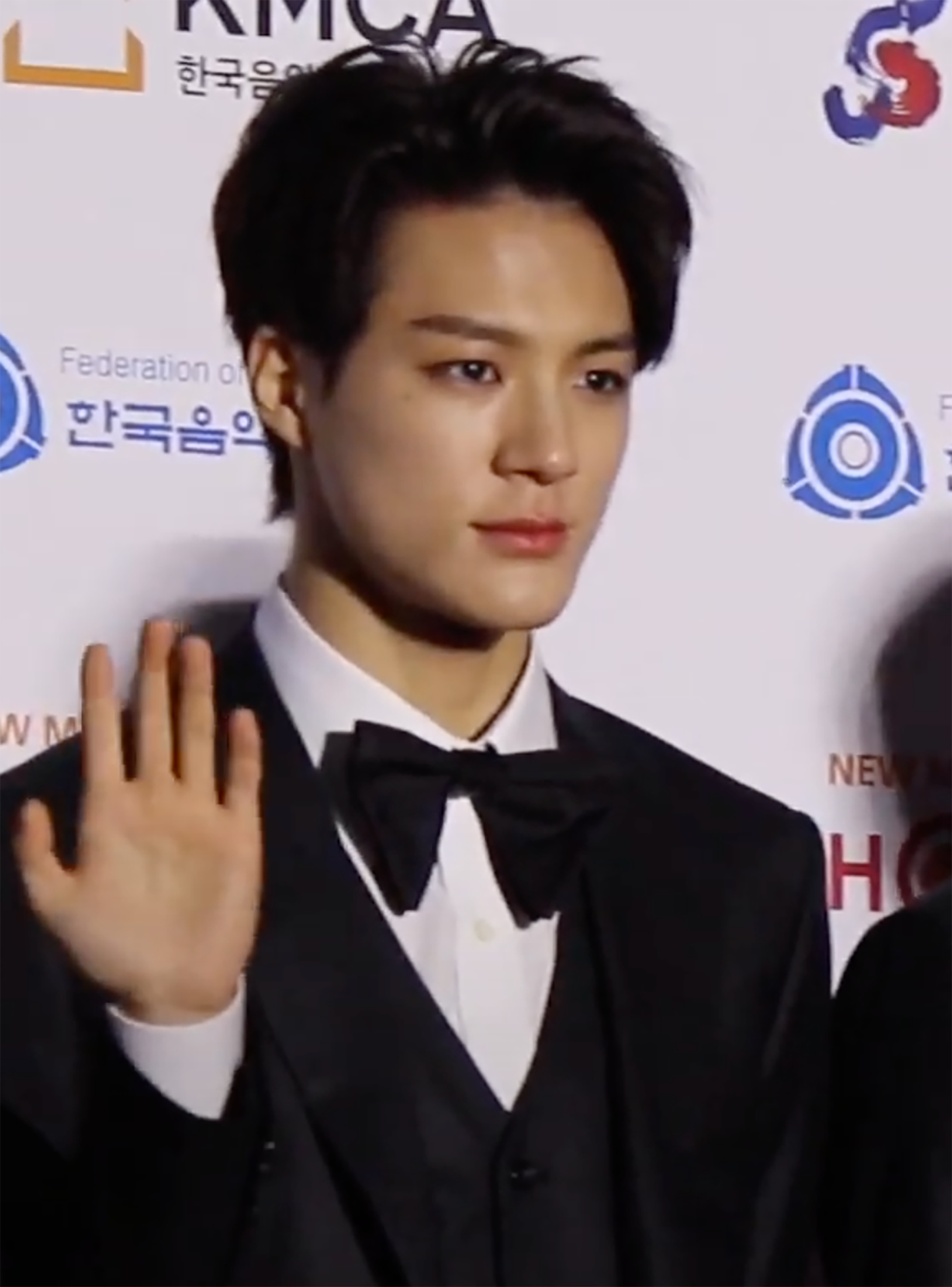
2020年1月、ガオンチャートミュージックアワードにて

1月22日、NCT DREAMが日本公演記念ミニアルバム『THE DREAM』を発売。
3月、雑誌『GRAZIA』で初の単独グラビアが掲載された。
6月2日、毎日経済新聞が主催するデジタル犯罪防止キャンペーン「M クリーン」広報大使にチソンと任命された。
6月23日、韓国観光公社のYouTubeチャンネルにジェミンと参加した新型コロナウイルス克服応援メッセージが公開された。

#### 2021年
10月13日発売、ドンヘのデジタルシングル「California Love」にフィーチャリングで参加した。
12月10日、NCT Uとして参加した「Universe (Let's Play Ball)」のミュージックビデオが公開された。
12月27日発売、ウィンターアルバム『2021 Winter SMTOWN : SMCU EXPRESS』の収録曲「ZOO」に参加した。

#### 2022年
8月30日発売、キーのセカンドフルアルバム『Gasoline』収録曲「Villain」にフィーチャリングで参加した。
9月13日、ニューヨークファッションウィークにてウィメンズブランド「ピーター ドゥ（PETER DO）」の衣装でランウェイを歩き、K-POPアーティストとしては初めてオープニングを飾った。
12月26日発売、SMTOWNのウィンターアルバム『2022 Winter SMTOWN : SMCU PALACE』の収録曲「Hot & Cold」に参加した。

#### 2023年
2月8日、所属ユニットNCT DREAMが日本デビューシングル『Best Friend Ever』を発売した。
5月29日、伊・ファッションブランド「フェラガモ（FERRAGAMO）」の男性初のブランドグローバルアンバサダーに就任した。

#### 2024年
1月11日、NCT Uとして参加した「NCT ZONE」サウンドトラック「Do It (Let's Play)」が公開された。

#### 2025年
2月18日、化粧品ブランド「A'pieu（アピュー）」のグローバルアンバサダーに就任した。
2月14日、SMエンタテインメント創立30周年記念アルバム『2025 SMTOWN : THE CULTURE, THE FUTURE』タイトル曲「Thank You」に参加した。

## 人物

### 幼少期・名前
血液型はA型。ジェノ（帝努）という名前は母方の祖父が「高い位置で努力する」という意味で名付けた。本貫は慶州李氏。子供の頃の夢は、歌手、自動車デザイナー、建築家であった。子供の頃は卓球やバドミントンを熱心にしていたという。小学生のときは友達と外で遊ぶことよりも、勉強したり本を読むのが好きな勉強熱心な子供だった。青少年文庫本シリーズを読んだり、科学実験をしたり、パズルやレゴを組み立てることが好きだった。子供の頃から芸能活動をしていたが、撮影現場に知らない人がたくさんいて母親の姿が見えないことを不安がって、よく泣いていたという。

### 性格・ニックネーム
自身の性格について感性的ではないとした。あまり泣くこともなく感情の起伏も少ない。 傷ついた時には時間が経ってから静かに話すタイプで、周りの雰囲気を悪くさせないためだとした。笑いの沸点が低く、誰かが何をしたとしてもぎこちない時も笑ってしまう。性格診断のMBTIはISFP型。
ジェノージェム（ノー＋面白さの新造語で面白くないの意）というあだ名があり、メンバーのヘチャンが名付け親である。ジェノージェムとメンバーから呼ばれることに対して、ジェノは「自分でも面白いとは思わない。でもたまに笑わせようとしなかったのに、面白くないと言われると悔しい」と話している。他にも様々なニックネームがあり、中でもお気に入りのニックネームは「サモエド」。

### 趣味・嗜好
趣味は運動、ジム、自転車、映画鑑賞、ドラマを見ること。自転車で漢江や楊平郡に行くこともある。Mnet『NCT World 2.0』では自転車を漕いで発電したミキサーを動かし、23人分のチェリージュースを作るミッションに挑戦した。水泳が好きで、泳ぎ方はバタフライまで習った。
好きな食べ物はグミ、マヨネーズ、チーズ、抹茶味のハーゲンダッツ、ハリボーのフルーティーキス味、寿司。好きな寿司ネタはトロ。4種類の甘酸っぱいキャンディを一度に食べることが好き。嫌いな教科は数学。愛用している香水は「CREED Aventus」。
猫を飼っているが、猫アレルギーである。猫は三匹飼っており、名前は「ボンシギ」、「ソル」、「ナル」。ソルとナルはソルラルにちなんで名付けられた。また、「ボンシギ」は2022年に死去した。
ダンスを踊る際のロールモデルはEXOのカイ。好きなラッパーはジェイデン・スミス。
2018年5月16日、アプリケーション「アイドルチャンプ」で「三日月目が愛らしいアイドル」部門で4位を獲得。NCTの笑顔担当と呼ばれることがある。じっとしている時も三日月目をしている。
涙ボクロがある。右腕の一部分の肌色が周りと異なっているため、その部分を本人は「時計」と呼んでいる。

### 親交・教育
SMルーキーズ時代、SUPER JUNIORのドンヘに似ていると評判だった。
ジェミンと同じ日にSMエンタテインメントに入社した。
ソウル公演芸術高等学校実用舞踊科に在学していた。

### 慈善活動
2025年3月27日、愛の実社会福祉共同募金会を通じて、永南地域の山火事災害支援のために1億ウォンを寄付した。

## 参加作品

### NCT U
| 公開日 | 公開日   | タイトル                   | 収録アルバム             | ミュージックビデオ         | 備考                                |
| ------ | -------- | -------------------------- | ------------------------ | -------------------------- | ----------------------------------- |
| 2020年 | 6月26日  | Kick & Ride                | -                        | -                          | KBS「ミュージックバンク」特番で披露 |
| 2020年 | 10月12日 | Misfit                     | NCT 2020:RESONANCE Pt. 1 | -                          | -                                   |
| 2020年 | 11月23日 | 90's Love                  | NCT 2020:RESONANCE Pt. 2 | 90's LOVE                  | -                                   |
| 2021年 | 12月14日 | Universe (Let's Play Ball) | Universe                 | Universe (Let's Play Ball) | -                                   |
| 2021年 | 12月14日 | OK!                        | Universe                 | -                          | -                                   |
| 2021年 | 12月14日 | Know Now                   | Universe                 | -                          | -                                   |
| 2023年 | 8月28日  | The BAT                    | Golden Age               | -                          | -                                   |
| 2023年 | 8月28日  | Alley Oop                  | Golden Age               | -                          | -                                   |
| 2023年 | 8月28日  | That's Not Fair            | Golden Age               | -                          | -                                   |
| 2024年 | 1月11日  | Do It (Let's Play)         | -                        | -                          | 「NCT ZONE」OST                     |

### コラボレーション
- 「Hair in the Air」（2018年、「トロール」OST）
- 「ZOO」（2021年、テヨン、ジェノ、ヘンドリー、ヤンヤン、ジゼル）
- 「Hot & Cold (온도차)」（2022年、カイ、スルギ、ジェノ、カリナ）
- 「Thank You」- カンタ、BoA、ユンホ、チャンミン、イトゥク、リョウク、テヨン、ヒョヨン、キー、ミンホ、スホ、チャンヨル、スルギ、ジョイ、ドヨン、テン、マーク、ジェノ、ヘチャン、ヤンヤン、カリナ、ウィンター、ウォンビン、ソヒ、シオン、ユウシ（2025年）

### フィーチャリング
- 「California Love」（2021年、ドンヘ）
- 「Villain」（2022年、キー）

### 作詞
- 「Dear DREAM」[59]
- 「119」[60]
- 「Bye My First...」
- 「Best Friend」
- 「Dream Run」
- 「Puzzle Piece」
- 「Rainbow」
- 「ZOO」
- 「It's Yours」
- 「Replay」
- 「Never Goodbye」
- 「Like We Just Met」
- 「UNKNOWN」
- 「Breathing」

## 出演

### 広告
ブランドアンバサダー
- ファッションブランド「フェラガモ（FERRAGAMO）」（2023年）
- 化粧品ブランド「A'pieu（アピュー）」（2025年）[33]

コマーシャル
- ソウル牛乳「アンパン」
- 京東ナビエン

### テレビ出演
- ディズニーチャンネル『ミッキーマウス・クラブ』- レギュラー出演
- SBS MTV『THE SHOW』- レギュラー出演
- PLAYLIST『A-TEEN』（2018年9月5日）[61]
- MBC『最高の一日』（2019年5月13日）[62]
- KBS 2TV『こんにちは』（2019年7月22日）
- KBS 2TV『バトルトリップ』（2019年8月10日）[63]
- SBS MTV『バンバンショー』（2019年10月7日）[64]

### 映画
- 『愛なんていらない』（2006年）

### 雑誌掲載（単独）
- 『GRAZIA』3月号（2020年）[22]
- 『DAZED』3月号（2023年）[65]
- 『Harper's Bazaar』10月号（2023年）[66]
- 『Moevir China』（2023年）
- 『Marie Claire』4月号（2024年）
- 『W Korea』（2024年）

### DVD
- 『東方神起 OFFICIAL FANCLUB MAGAZINE』より「THE GOLD MISSION R」- MC（2022年）[67]

### スペシャルステージ
- BoA「Girls On Top」 - 「KBS歌謡祭」（2022年12月16日、BoA・テヨンと）
- キー「Villain」 - 「SMTOWN LIVE 2025」（2024年1月、キーと）

### イベント
| 年   | イベント名                                                                         | 開催日   | 開催場所                                   | 参加                     | 参考   |
| ---- | ---------------------------------------------------------------------------------- | -------- | ------------------------------------------ | ------------------------ | ------ |
| 2016 | Mスーパーコンサート MC                                                             | 10月15日 | COEXアーティウム                           | ダナ（MATILDA）          | [ 68 ] |
| 2018 | 日韓友情フェスタK-POP FESTIVAL 2018 in TOKYO MC                                    | 4月15日  | 豊洲ピット                                 | マーク                   | [ 69 ] |
| 2018 | 済州韓流フェスティバル MC                                                          | 11月4日  | 済州総合運動場                             | ヘチャン                 | [ 70 ] |
| 2019 | 第70回さっぽろ雪まつり11thK-POP FESTIVAL2019 MC                                    | 2月9日   | 札幌文化芸術劇場                           | ジェミン                 | [ 71 ] |
| 2019 | 12th KMF2019 MC                                                                    | 9月22日  | 豊洲ピット                                 | ジェミン                 | [ 72 ] |
| 2020 | 「大韓民国同行セール」概況説明会                                                   | 6月25日  | 政府ソウル庁舎                             | ジェミン                 | [ 73 ] |
| 2020 | 大韓民国同行セール                                                                 | 6月29日  | 東大邱駅、西門市場                         | ジェノ、チソン           | [ 74 ] |
| 2021 | 第12回仁川K-POPコンサート（INKコンサート） MC                                      | 9月25日  | 韓国・仁川                                 | ペク・ジホン（fromis_9） | [ 75 ] |
| 2021 | 韓国文化祭り2021ワールドK-POPコンサート MC                                         | 11月14日 | キンテックス                               | リア（ITZY）             | [ 76 ] |
| 2022 | 『VOGUE』創刊130周年記念イベント「VOGUE WORLD」                                    | 9月12日  | アメリカ・ニューヨーク                     |                          | [ 77 ] |
| 2022 | ニューヨーク・ファッション・ウィーク「ピーター ドゥ（PETER DO）」コレクション      | 9月13日  | アメリカ・ニューヨーク                     |                          | [ 29 ] |
| 2023 | ミラノ・ファッション・ウィーク「フェラガモ（FERRAGAMO）」2023-24年秋冬コレクション | 2月25日  | イタリア・ミラノ                           |                          | [ 78 ] |
| 2023 | 「フェラガモ（FERRAGAMO）」のイベント                                              | 10月20日 | ソウル新世界百貨店永登浦区タイムズスクエア |                          | [ 79 ] |
| 2024 | ミラノ・ファッション・ウィーク「フェラガモ（FERRAGAMO）」コレクション              | 2月24日  | イタリア・ミラノ                           |                          | [ 80 ] |

## 広告・広報大使

### 広報大使
- 「M クリーン」広報大使（2020年）[23]